# 加拉塔

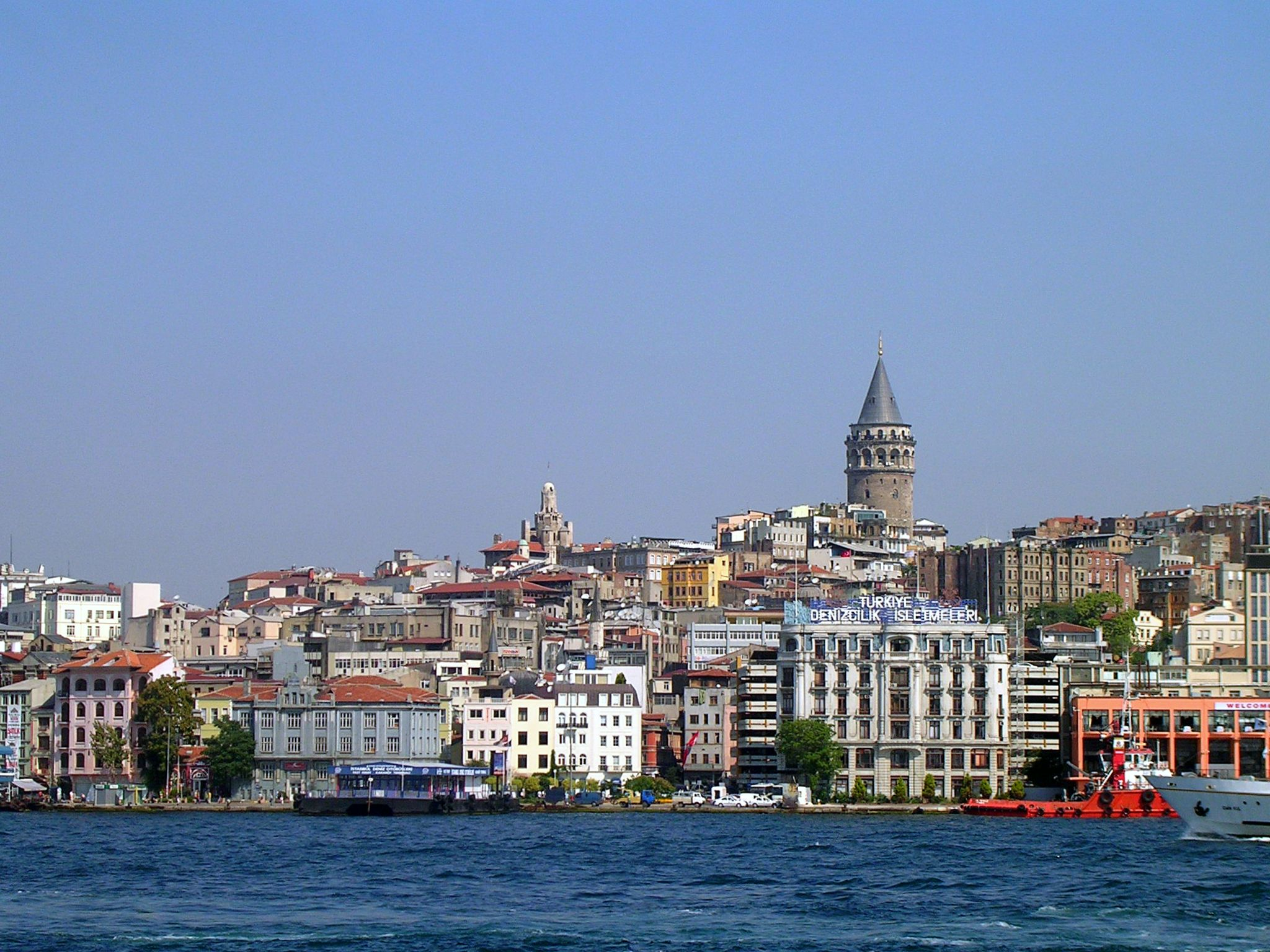
加拉塔地區天際綫

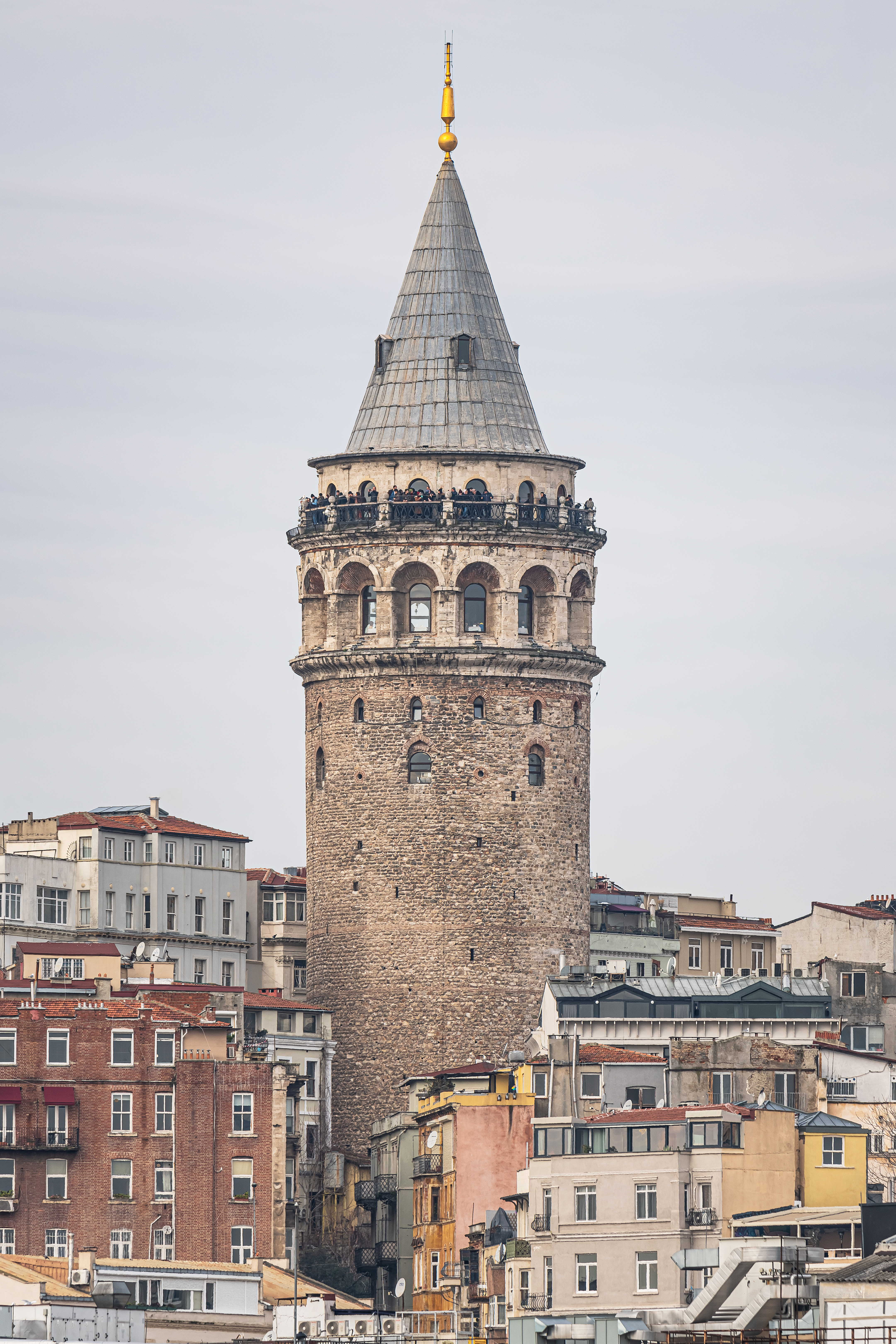
1348年建造于热那亚堡垒顶部的加拉塔石塔

加拉塔（土耳其語：Galata），或譯加拉達，是土耳其最大城市伊斯坦布尔位于欧洲部分的一个地区，现在是贝伊奥卢的一个街区。它坐落于金角湾北岸，一道水湾将它同君士坦丁堡老城隔开。金角湾上架有数座桥梁，其中最为著名的是加拉塔大桥。加拉塔（曾名佩拉）曾经是热那亚共和国在1273年至1453年的一个殖民地。热那亚人于1348年在堡垒的最北端最高点建成了著名的加拉塔石塔。
41°01′22″N 28°58′25″E / 41.02278°N 28.97361°E